# Wojewodowie mińscy
Wojewodowie województwa mińskiego I Rzeczypospolitej.
- Gabriel Hornostaj zm. 1587[1][2]
- Bohdan Pawłowicz Sapieha 1536–1593
- Mikołaj Pawłowicz Sapieha 1545–1599
- Andrzej Zawisza (zm. 1604)
- Jan Dominikowicz Pac 1550–1610
- Jan Stanisławowicz Abramowicz 1540–1602
- Piotr Tyszkiewicz 1581–1631
- Mikołaj Sapieha 1558–1638
- Samuel Szymon Sanguszko 1570–1638
- Gedeon Dunin-Rajecki ok. 1589–1654 (wojewoda od 1649)
- Aleksander Mosalski 1593–1643
- Mikołaj Sapieha Pobożny 1581–1644
- Baltazar Strawiński 1597–1647
- Aleksander Słuszka 1580–1647
- Krzysztof Ciechanowiecki 1597–1655
- Krzysztof Rudomina-Dusiacki?-1655
- Aleksander Ogiński 1596–1667
- Jan Sebastian Kęsztort 1626–1670
- Kazimierz Białłozor ok. 1608–1680[3]
- Michał Kazimierz Siesicki 1681-1699[4]
- Krzysztof Zenowicz zm. 1717
- Krzysztof Stanisław Zawisza?-1721
- Władysław Jozafat Sapieha 1648–1733
- Jan Kazimierz Żaba (zm. 1754)
- Jan August Hylzen 1702–1767
- Tadeusz Burzyński 1733–1785
- Józef Jerzy Hylzen 1730–1785
- Adam Chmara – 1805
- Józef Mikołaj Radziwiłł 1736–1814